# Estela de laje

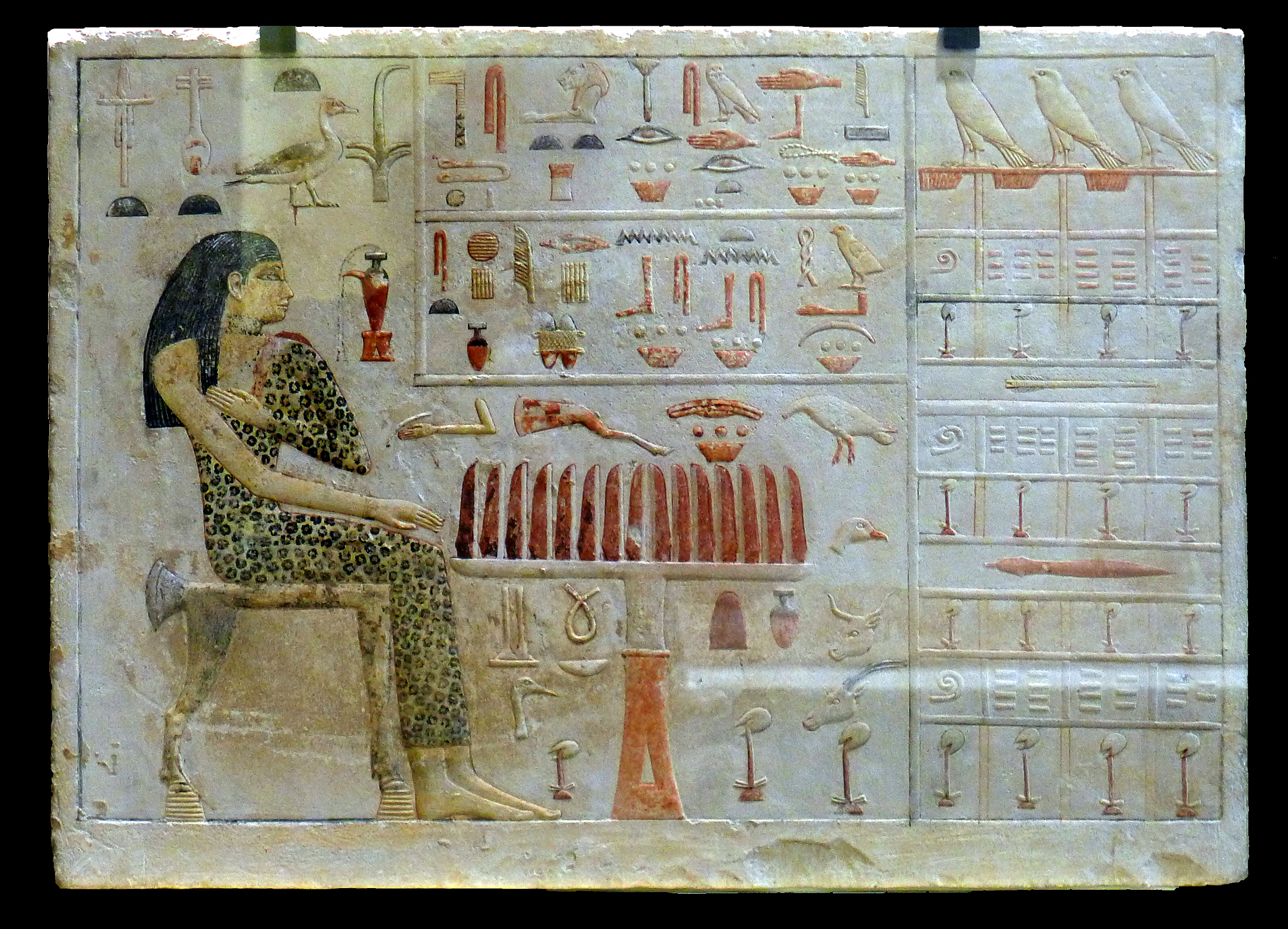
Estela da laje de Nefertiabete.

A estela da laje era uma forma original das estelas ("pedras erguidas") do antigo Egito. No entanto, era horizontal em dimensão. Algumas das primeiras placas em meados do final do III milênio a.C. foram pintadas em Estelas da Laje. Uma pequena lista de antigos dignitários egípcios ou suas esposas tinha uma estela de laje.
Algumas estelas funerárias estavam na forma de estelas de laje, em oposição do tipo vertical, que era mais comum.

## Lintel (arqueologia)
No mesmo período do meio do III milênio a.C. e mais tarde, alguns famosos lintels horizontais foram feitos. Hemon (Hemiunu), o notável arquiteto tinha um. Está alojado no Museu Pelizaeus da Alemanha. O lintel arqueológico horizontal foi usado em outras culturas em épocas antigas, por exemplo na cultura mesopotâmica.

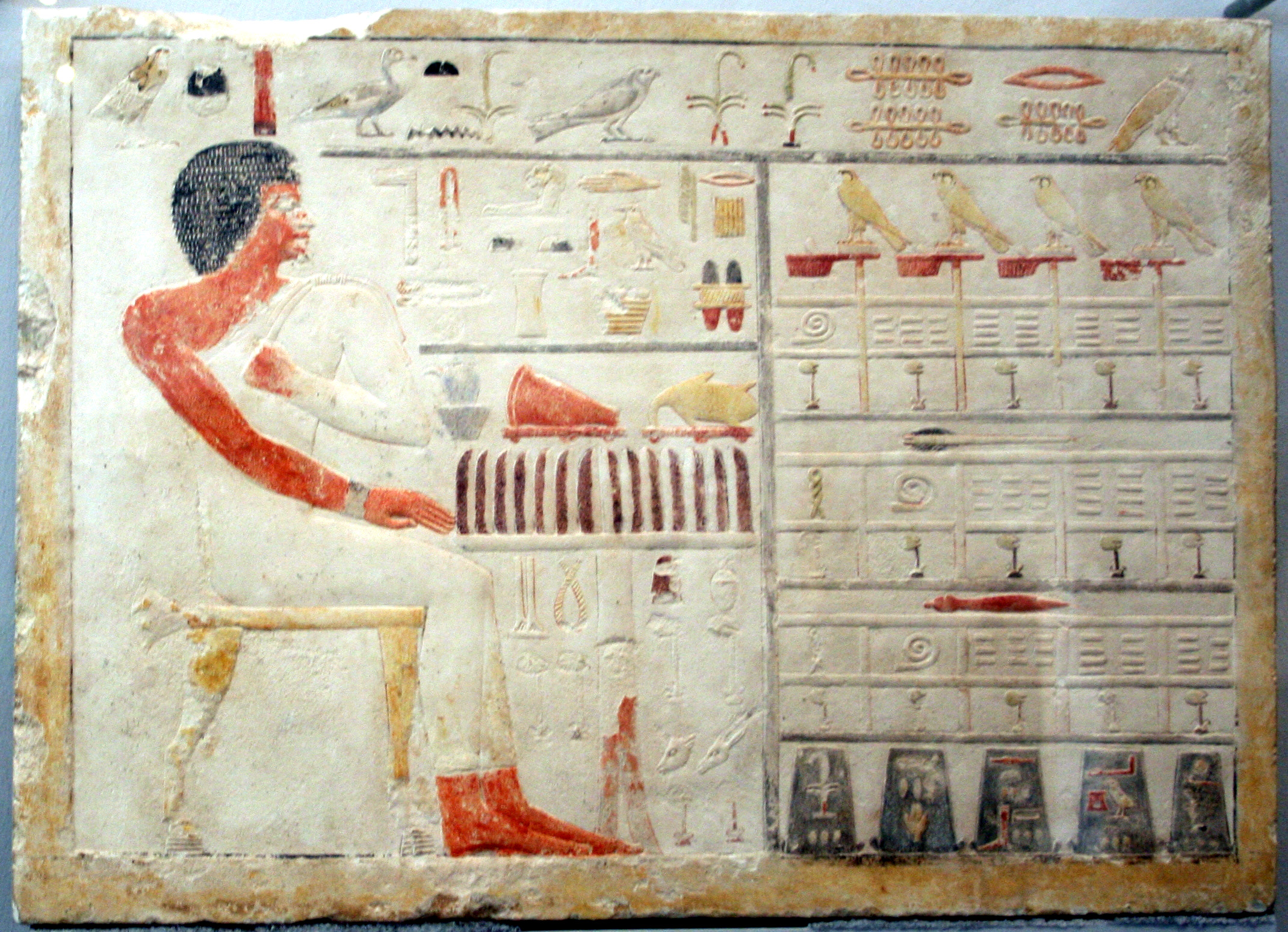
Estela de laje de Iunu
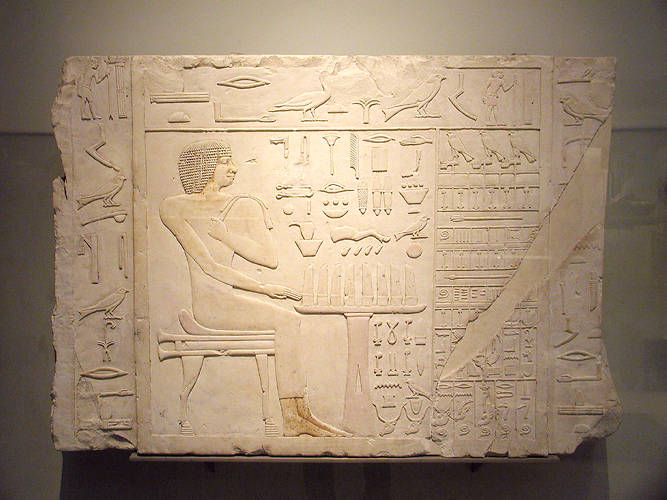
Estela da laje de Rahotep